# جاناتان هانسن
جاناتان هانسن (انگلیسی: Jonathan Hansen؛ زادهٔ ۱۰ سپتامبر ۱۹۸۸) بازیکن فوتبال اهل آرژانتین است.
از باشگاه‌هایی که در آن بازی کرده‌است می‌توان به باشگاه فوتبال روساریو سنترال اشاره کرد.